# Obrana Slezska
Obrana Slezska byla regionálním nezávislým politickým týdeníkem, hájícím zájmy Čechů na Těšínsku.
Obrana Slezska vycházela s přestávkami v letech 1910–1933. Od roku 1931 nesla název Obrana Slezska a východní Moravy. V letech 1925–1933 vycházela spolu s Vlastivědnou přílohou.